# 心療中-in the Room-
『心療中-in the Room-』（しんりょうちゅう イン・ザ・ルーム）は、2013年1月12日から3月30日まで日本テレビ系列で毎週土曜日24:50 - 25:20（JST）に放送されていた日本のテレビドラマ。

## 概要
本作品はイスラエルが制作したテレビドラマ『BeTipul』を参考に作られた。また、番組のエンド・クレジット内のスタッフロール途中に「Inspired By Be'tipul」（Be'tipulによって励起されました）という一文から始まる言葉が掲載されている。
主演の稲垣吾郎が演じるスクールカウンセラー・天間了が、生徒・教師の抱えている悩み、また、知られたくないことを隠そうとする深層心理を会話や心理療法を用いて解き明かしていく、ワンシチュエーションドラマである。劇中は特にめまぐるしい場面展開はなく、高校のカウンセリングルームだけで物語が進んでいく。
稲垣は2008年1月期の『佐々木夫妻の仁義なき戦い』（TBS系）以来5年ぶり、SMAP在籍時として、またSMAPメンバーの中では最後の日本テレビの連続ドラマ主演となった。

## 出演者
天間 了 (39) - 稲垣吾郎（SMAP）
上慶学園スクールカウンセラー。クライエントと対話をしている中で我慢できずにその場の全てを遮断したい衝動に駆られると深山に相談する。

### 天間に関係する人物
天間 友香 (13) - 山本舞香
了の娘。
天間 歩 (8) - 佐藤瑠生亮
了の息子。
天間 香苗 (35) - 酒井美紀
了の妻。
長谷川 温人 (19) - 野澤祐樹（ジャニーズJr.）
上慶学園卒業生。レコード会社と契約して半年後、解雇される。2年前、大学進学を選択せず、プロミュージシャンを選んだことはそもそもの間違いではなかったかと思い悩んでいる。
深山 美姫子 (53) - 浅野ゆう子
みやまメンタルクリニック院長。了が研究所に勤めているときに7年間指導していた。

### クライエント
海原 美波 / 海原 美風 (18) - 須田アンナ（E-girls）
双子の姉妹。嫉妬深い彼氏が原因でストレスが溜まり、摂食障害が再発する。姉・美風は交際相手から暴力を受けていた
田中 瞬 (17) - 高田翔（当時ジャニーズJr.）
カウンセリングを受けて3週間が経つが、天間に相談する本当の理由を明かしていない。
北原 蓮 (18) - 千賀健永（Kis-My-Ft2） / 伊藤 菜々 (18) - 吉倉あおい
彼女・菜々が妊娠したことや結婚することへの不安から蓮は彼女がすぐ分かってしまうような浮気を繰り返し行ってしまう。
相川 朔也 (17) - 真田佑馬（当時：ジャニーズJr.）
自分の無意識な悪意を止めれず、人を殺めてしまう前に精神病院に入院したいと天間に訴える。
片山 光 (18) - 田中樹（ジャニーズJr.）
兄は事故で首から下が動かなくなり、彼女の為に何もしてあげられないことに苦しんでいる。これまで兄に優しくして貰った分を一生かけて返していきたいと思っている。
鳴川 瑠衣 (18) - 吉永淳
瞬を好きになり、振り向いてもらうために冬馬と関係を持つ。そのことを瞬に気づかれ、幼なじみの3人の関係が壊れてしまう。瞬は現在も幽霊に憑りつかれているので、10歳以前の記憶が欠落しているのだと天間に話す。

## スタッフ
- 脚本 - 青柳祐美子
- 音楽 - 牧戸太郎
- 監督 - 河合勇人
- 主題歌 - 山下智久「怪・セラ・セラ」（ワーナーミュージック・ジャパン）
- 監督補 - 後藤孝太郎
- 助監督 - 北野隆、三野龍一、岡本充史
- 資料翻訳 - 内野美保
- 医療指導 - 塙美由貴
- チーフプロデューサー - 森實陽三
- プロデューサー - 植野浩之、坂下哲也
- ラインプロデューサー - 堀尾星矢
- コンテンツプロデューサー - 飯泉亜希子、行実良
- AP - 楠本直樹、三島翔一
- 制作協力 - イメージフィールド
- 企画協力 -  ジャニーズ事務所
- 制作プロダクション - 日テレアックスオン
- 企画制作 - 日本テレビ
- 製作著作 - 「心療中-in the Room-」製作委員会

## 放送日程
| 放送回                                                     | 放送日  |
| ---------------------------------------------------------- | ------- |
| #1                                                         | 1月12日 |
| #2                                                         | 1月19日 |
| #3                                                         | 1月26日 |
| #4                                                         | 2月02日 |
| #5                                                         | 2月09日 |
| #6                                                         | 2月16日 |
| #7                                                         | 2月23日 |
| #8                                                         | 3月02日 |
| #9                                                         | 3月09日 |
| #10                                                        | 3月16日 |
| #11                                                        | 3月23日 |
| #12                                                        | 3月30日 |
| 平均視聴率 2.1% （視聴率は関東地区・ビデオリサーチ社調べ） |         |

- 第2話は土曜ドラマ『泣くな、はらちゃん』が初回15分拡大放送のため25:05 - 25:35放映。
- 第4話は日本テレビ開局60年特別番組『日テレ×NHK 60番勝負』放送のため26:20 - 26:50放映。
- 第11話は番組調整の都合上のため25:20 - 25:50放送。

## ネット局
| 放送対象地域 | 放送局                  | 放送期間                | 放送時間             | 系列           | 備考        |
| ------------ | ----------------------- | ----------------------- | -------------------- | -------------- | ----------- |
| 関東広域圏   | 日本テレビ（NTV）       | 2013年1月12日 - 3月30日 | 土曜日 24:50 - 25:20 | 日本テレビ系列 | 制作局      |
| 福岡県       | 福岡放送（FBS）         | 2013年1月16日 - 4月3日  | 水曜日 26:09 - 26:39 | 日本テレビ系列 | 4日遅れ     |
| 鹿児島県     | 鹿児島読売テレビ（KYT） | 2013年3月16日 - 4月20日 | 土曜日 24:50 - 25:50 | 日本テレビ系列 | 2話ずつ放送 |
| 近畿広域圏   | 読売テレビ（ytv）       | 2013年4月2日 - 6月18日  | 火曜日 24:53 - 25:28 | 日本テレビ系列 | 80日遅れ    |
| 長崎県       | 長崎国際テレビ（NIB）   | 2013年4月20日 - 7月6日  | 土曜日 25:10 - 25:40 | 日本テレビ系列 | 98日遅れ    |
| 宮城県       | ミヤギテレビ（MMT）     | 2013年4月22日 - 7月8日  | 月曜日 24:59 - 25:29 | 日本テレビ系列 | 100日遅れ   |
| 北海道       | 札幌テレビ（STV）       | 2013年8月7日 - 10月23日 | 水曜日 25:34 - 26:04 | 日本テレビ系列 | 207日遅れ   |
| 福島県       | 福島中央テレビ（FCT）   | 2015年1月8日 - 3月26日  | 木曜日 10:25 - 10:55 | 日本テレビ系列 | 726日遅れ   |